# Champagnac-la-Prune
Champagnac-la-Prune – miejscowość i gmina we Francji, w regionie Nowa Akwitania, w departamencie Corrèze.
Według danych na rok 1990 gminę zamieszkiwało 167 osób, a gęstość zaludnienia wynosiła 13 osób/km² (wśród 747 gmin Limousin Champagnac-la-Prune plasuje się na 460. miejscu pod względem liczby ludności, natomiast pod względem powierzchni na miejscu 499.).

## Populacja

Populacja Champagnac-la-Prune w latach 1962–2008